# Martino Scarafile
Martino Scarafile (Cisternino, 1º luglio 1927 – Castellaneta, 27 dicembre 2011) è stato un vescovo cattolico italiano.

## Biografia
Ordinato sacerdote il 23 luglio 1950, svolse le mansioni di sacerdote a Monopoli.
Il 20 dicembre 1980 papa Giovanni Paolo II lo nominò vescovo titolare di Rotaria ed ausiliare di Conversano. Ricevette l'ordinazione episcopale il 6 gennaio 1981 nella basilica di San Pietro in Vaticano dallo stesso Giovanni Paolo II, co-consacranti l'arcivescovo Giovanni Canestri ed il vescovo Belchior Joaquim da Silva Neto. Quattro anni dopo, il 31 ottobre 1985, fu eletto vescovo della diocesi di Castellaneta, che resse fino al 14 febbraio 2003, quando a 75 anni, per raggiunti limiti d'età, ne divenne vescovo emerito.
Fu priore dell'Ordine equestre del Santo Sepolcro di Gerusalemme di Castellaneta. Morì a Castellaneta il 27 dicembre 2011 e le esequie si tennero due giorni dopo nella cattedrale di Castellaneta.

## Genealogia episcopale
La genealogia episcopale è:
- Cardinale Scipione Rebiba
- Cardinale Giulio Antonio Santori
- Cardinale Girolamo Bernerio, O.P.
- Arcivescovo Galeazzo Sanvitale
- Cardinale Ludovico Ludovisi
- Cardinale Luigi Caetani
- Cardinale Ulderico Carpegna
- Cardinale Paluzzo Paluzzi Altieri degli Albertoni
- Papa Benedetto XIII
- Papa Benedetto XIV
- Papa Clemente XIII
- Cardinale Enrico Benedetto Stuart
- Papa Leone XII
- Cardinale Chiarissimo Falconieri Mellini
- Cardinale Camillo Di Pietro
- Cardinale Mieczysław Halka Ledóchowski
- Cardinale Jan Maurycy Paweł Puzyna de Kosielsko
- Arcivescovo Józef Bilczewski
- Arcivescovo Bolesław Twardowski
- Arcivescovo Eugeniusz Baziak
- Papa Giovanni Paolo II
- Vescovo Martino Scarafile